# Ville Valo
Ville Hermanni Valo (Helsinki, 22. studenog 1976.) je finski pjevač, tekstopisac te bivši frontmen sastava HIM.

## Životopis
Valo je rođen u četvrti Vallila u Helsinkiju. Otac mu je finskog, a majka mađarskog podrijetla. Njegov brat Jesse je profesionalni boksač. Valo je odrastao slušajući finske glazbenike Tapia Rautavaara i Rauli Baddinga Somerjokija, a kasnije Kiss, Black Sabbath i Iron Maiden.
Valo je bio frontmen sastava HIM za kojeg je izumio čuveni simbol heartagram. HIM je je postao prvi finski sastav koji je ostvario zlatnu nakladu u SAD-u. Bend je najavio svoj raspad sa zadnjom turnejom nastupajući u Helsinkiju za staru godinu 2017. Valo je također bio bubnjar sastava Daniel Lioneye, čiji je pjevač gitarist HIM-a Linde Lindström te je surađivao s bendovima i glazbenicima poput The 69 Eyes, Apocalyptica, Cradle of Filth, s pjevačicom Natalijom Avelon i ostalima. Isto tako se kratko pojavio i u televizijskim emisijama poput Jackassa s Bamom Margerom. Valo je prozvan seks simbolom mnogo puta od strane medija i obožavatelja. Osvojio je mnoge nagrade u glazbenoj industriji. Prema VNN Musicu, Valo je osmi po redu pjevač s najvećim vokalnim rasponom u svjetskoj popularnoj glazbi.

## Diskografija
Sa sastavom HIM je snimio šest studijskih albuma. Ovo je popis njegovih ostalih doprinosa:
- Skreppers & Ville Valo (1995.)
- Apocalyptica & Ville Valo (1996.)
- The 69 Eyes & Ville Valo (1997.)
- Tehosekoitin & Ville Valo (1999.)
- The 69 Eyes & Ville Valo (1999.)
- Neljä Ruusua & HIM (1999.)
- Agents & Ville Valo (1999.)
- Tributti Tuomari Nurmio: Ville Valo & Others (2000.)
- The 69 Eyes & Ville Valo (2000.)
- Musta Paraati, Ville Valo, Gas Lipstick & Others (2001.)
- Daniel Lioneye And The Rollers/Daniel Lioneye And The Blues Explosion (2001.)
- The 69 Eyes & Thulsa Doom (2001.)
- Five Fifteen & Ville Valo - The Prostitute & Season Of The Witch (2001.)
- The 69 Eyes & Ville Valo (2002.)
- The Skreppers, Ville Valo, Migé Amour & Lily Lazer (2002.)
- The Mission & Ville Valo (2002.)
- Lowemotor Corporation & Ville Valo - Love Me (2003./2004.)
- The Skreppers & Ville Valo (2004.)
- The 69 Eyes & Ville Valo - Beneath the Blue (2004.)
- Apocalyptica feat. Ville Valo & Lauri Ylönen - Bittersweet (2004.)
- Two Witches & Ville Valo - Dracula Rising (2005.)
- Bloodhound Gang feat. Ville Valo - Something Diabolical (2005.)
- Isabelle´s Gift feat. Ville Valo - If I Die Tonight (2006.)
- Cradle of Filth feat. Ville Valo - The Byronic Man (2006.)
- Daniel Cavanagh feat. Ville Valo - Inner silence(Acoustic)(2006.)
- Ville Valo & Tommi Viksten - Kun Minä Kotoani Läksin (2006.)
- Kari Tapio & Ville Valo - Täällä Pohjantähden Alla (2006.)
- Ville Valo & Natalia Avelon - Summer Wine (2007.)
- Ville Valo & Mariam "Manna" Jäntti - Just for Tonight (2007.)

## Vanjske poveznice

### Sestrinski projekti
|  | Zajednički poslužitelj ima još gradiva o temi Ville Valo |

### Mrežna sjedišta
- Službena stranica HIM-a (engl.)
- www.allmusic.com – Ville Valo (engl.)
- IMDb: Ville Valo (engl.)